# Dvije sestrice
Dvije sestrice sta otoka na Hrvaškem pred Rovinjem dveh nadmorskih višin: otoček Vela Sestrica in mali otoček Mala Sestrica. Otoka se nahajata južno od Limskega kanala in jugovzhodno od rta Kurent. Upravno pripadajo mestu Rovinj v istrski regiji.